# Naizen
Naizen (en castellano ‘quien yo soy’) es una asociación que agrupa a familias de menores transexuales de Álava, Vizcaya, Guipúzcoa y Navarra. Sobre un objetivo principal de ayuda, formación y asesoramiento a las familias de los menores transexuales, la asociación declara trabajar por la visibilización de la realidad de los menores transexuales y sus familias, la difusión de sus derechos y reivindicaciones, y la despatologización y aceptación de la transexualidad como un hecho más de diversidad.
Para ello promueve la formación y transmisión de información a los profesionales en relación con los menores transexuales, impulsa reformas legales en el mismo sentido, y busca formar una red de apoyo mutuo entre familias. Es habitual su aparición en los medios de comunicación dando testimonio de la realidad de sus hogares; han participado asimismo en diversos estudios, promoviendo publicaciones y diversos materiales para hacer visible y normalizar la transexualidad en menores.

## Historia

### Crysallis Euskal Herria
El 8 de marzo de 2015 ocho familias de Álava, Vizcaya, Guipúzcoa y Navarra pertenecientes a la asociación española Chrysallis constituyen Chrysallis Euskal Herria, sección correspondiente al País Vasco. Comenzaron a dar a conocer su realidad con charlas mixtas de profesionales de la sexología aportando base teórica, y familias de la asociación compartiendo su vivencia. Crearon un servicio de información y asesoramiento para familias, y comenzaron a trabajar profesionales de distintos ámbitos: maestras, educadores, psicólogas, orientadores, etc. Ese mismo año pusieron en marcha un punto de información y encuentro, inicialmente sólo en San Sebastián, y que a partir de 2018 se ampliaría a Bilbao y Pamplona, los primeros martes de cada mes. Siendo familias que se encuentran geográficamente dispersas, organizan quedadas y encuentros, tanto de un día como de fin de semana, para realizar convivencias y recibir a nuevas familias que estén atravesando momentos difíciles. En 2015 comienzan los contactos y la interlocución primero con el Gobierno Vasco y después con el Gobierno de Navarra, para avanzar en aquellas cuestiones en que dichas instituciones tienen competencias. Uno de los problemas más graves y urgentes era el trato que se recibía en las dos unidades hospitalarias de atención a personas transexuales de ambas comunidades. Otra cuestión importante era la necesidad de garantizar abordajes adecuados para acompañar estas realidades en el ámbito escolar.

### Campaña "Hay niñas con pene y niños con vulva"

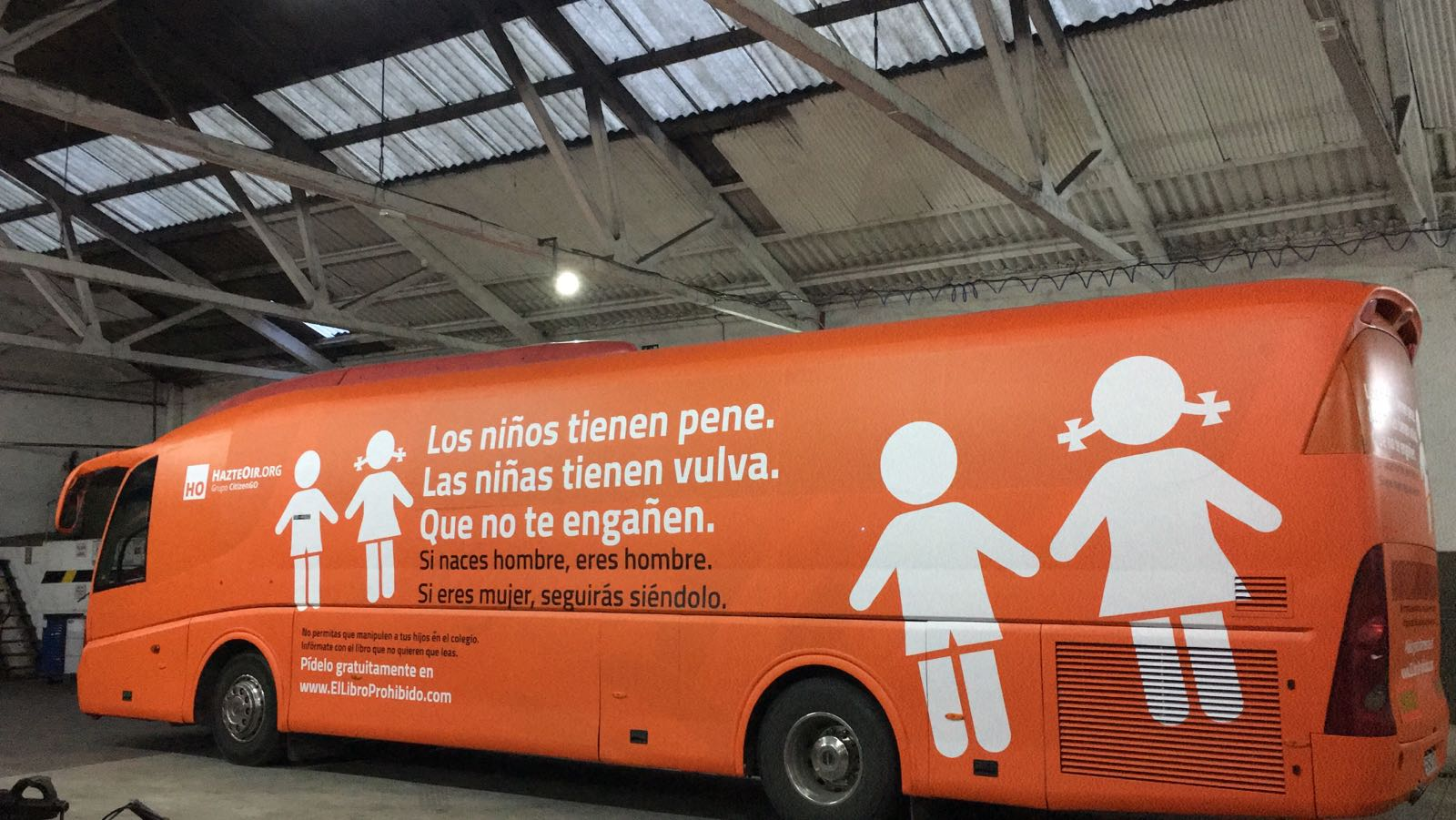
Contestación de HazteOir a la campaña.

En enero de 2017, gracias a una donación anónima, lanzan la campaña “Hay niñas con pene y niños con vulva. Así de sencillo”. Durante 7 días las estaciones de Metro Bilbao y las marquesinas de autobús de Bilbao, Vitoria, San Sebastián y Pamplona muestran carteles con este lema, consiguiendo gran difusión tanto por la expansión del mensaje como por la contestación que recibe por grupos de ultraderecha. Desde la asociación se interpreta en clave de éxito el hecho de haber conseguido que gran parte de las instituciones y partidos políticos relevantes del estado español se posicionen y realicen declaraciones públicas, poniendo en primer plano informativo esta realidad.

### Iniciativas institucionales y suicidio de Ekai Lersundi

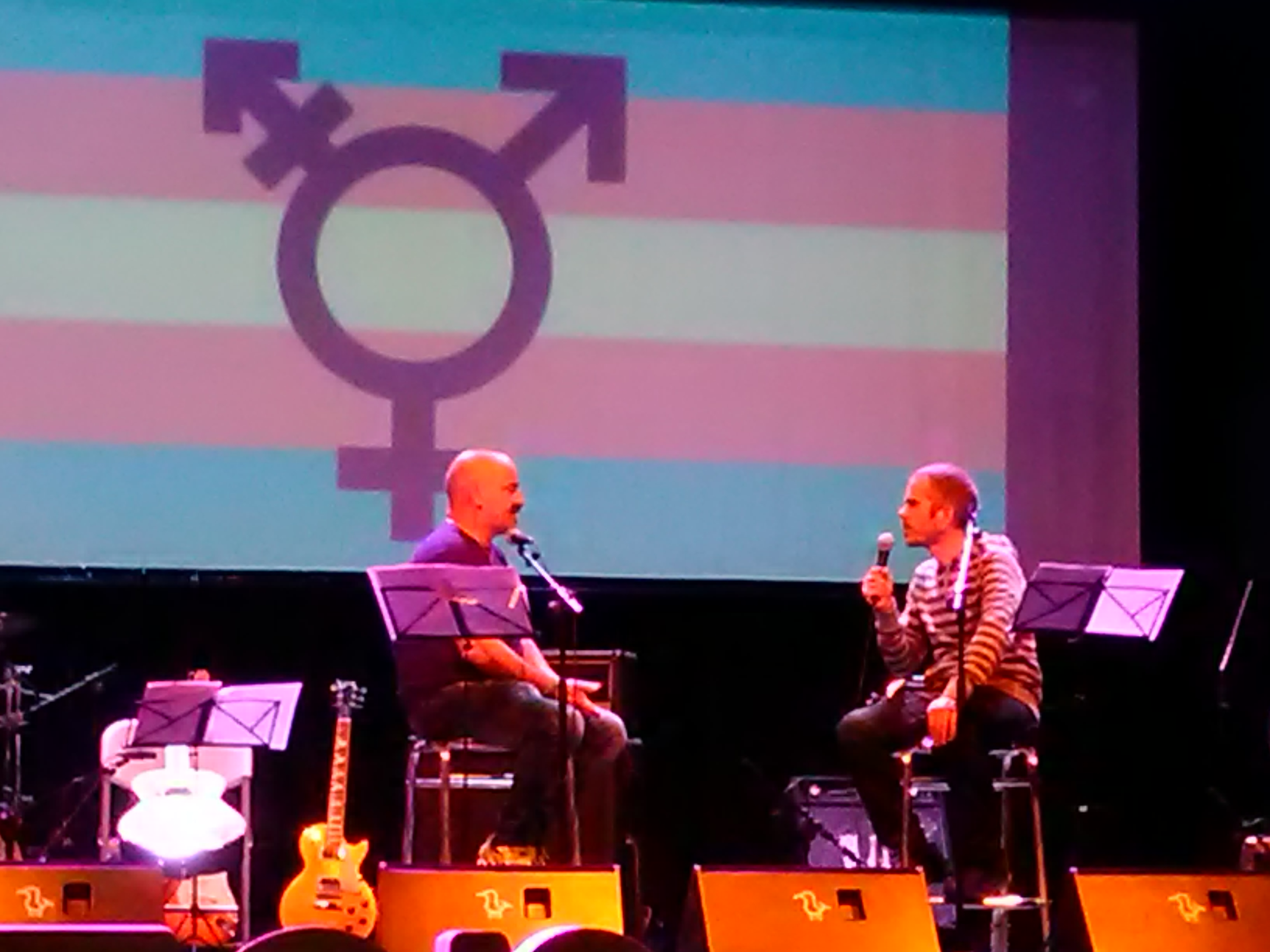
Entrevista a Elaxar Lersundi, padre de Ekai, en el homenaje del 16 de febrero de 2019.

En junio de 2017 ve la luz la Ley Foral navarra para la igualdad social de las personas LGTBI+ en cuya redacción participan activamente y que recoge muchas de sus reivindicaciones. Una de ellas era la puesta en marcha del servicio Transbide para la atención, entre otras, a las personas transexuales desde una mirada no patologizante y que arranca en octubre de ese año. También se publica la “Guía para el acompañamiento y la atención a las personas transexuales en Navarra” en cuyo proceso de elaboración también participa la asociación.
Sobre la Ley del 2012 del Gobierno Vasco (en su día pionera, pero que la asociación estima obsoleta), el 7 de febrero de 2018 presentan una propuesta ante el Parlamento Vasco para una nueva Ley de Transexualidad.
Una semana después uno de sus jóvenes, Ekai Lersundi, de 16 años de edad, se suicida. Su muerte dejó en evidencia la necesidad de incidir, además de en el ámbito familiar y escolar, en la problemática del transexual adolescente (cambios corporales de la pubertad, la relaciones con los otros, el amor...). Tras la muerte de Lersundi, la asociación se reúne con responsables de los servicios de salud vascos y consiguen compromisos para mejorar en la atención en la Unidad de Género del Hospital de Cruces, a pesar de que no se cambia el tan cuestionado criterio de pasar por psiquiatría para verificar que la persona es transexual, que estipula la Ley de 2012.

### Naizen
A finales de 2018 deciden dejar de ser una delegación territorial de la asociación estatal Chrysallis y el 26 de enero de 2019 en el Teatro Principal de San Sebastián presentan el nuevo nombre de la Asociación “Naizen”, la nueva imagen de la misma, un spot y una página web con información sobre la transexualidad infantil y juvenil.
El 16 de febrero de 2019, Naizen organizó una celebración en Ondarroa con motivo del primer aniversario de la muerte de Ekai Lersundi. A lo largo de todo el día se sucedieron multitud de actuaciones e intervenciones, y con la colaboración de Euskal Telebista se realizó el estreno en España de la serie de televisión Butterfly, sobre la historia de una menor transexual, con una proyección en el cine Bide Onera de la localidad.

## Creación de material didáctico
En 2016 publican un material didáctico para trabajar en el aula de manera específica la comprensión de la transexualidad. Este material, pionero en su campo, consigue una amplia difusión internacional, habiéndose traducido a varios idiomas. Posteriormente es ampliado con material audiovisual que permite conocer la vida de niñas con pene y niños con vulva. Ese mismo año se publica la “Guía de atención integral a las personas en situación de transexualidad” del Gobierno Vasco que proporciona protocolos de actuación en los ámbitos sanitario, educativo y social. La asociación participa activamente en su redacción, consiguiendo que se acepten varias de sus propuestas; pero criticando el resultado final en varios aspectos tales como no ser una guía integral, persistir en la consideración patológica de la transexualidad, o no garantizar un plan integral de formación de abordajes coordinados en los centros escolares del País Vasco. En colaboración con el Gobierno de Navarra, consiguen que se implemente desde el Departamento de Educación un plan de abordaje escolar integral y coordinado.